# Voo United Airlines 232
O voo 232 da United Airlines era um serviço regular doméstico de passageiros entre Denver e Chicago, que continuaria até a Filadélfia operado pela United Airlines. Em 19 de julho de 1989 o DC-10 que operava a rota, com registro N1819U, caiu em Sioux City, Iowa, depois de sofrer uma falha catastrófica no motor da cauda, que levou à perda de muitos controles de voo. Nesse momento o aparelho estava em rota desde o aeroporto de Stapleton até o aeroporto internacional O'Hare. Dos 296 passageiros e tripulantes a bordo, 112 morreram no acidente e 185 sobreviveram. Apesar do número de mortes, o acidente é considerado um excelente exemplo de êxito na gestão de recursos da tripulação devido ao grande número de sobreviventes e ao modo como a tripulação de voo conseguiu controlar a emergência para pousar o aparelho sem controles convencionais. Porém, ao mesmo tempo, os 112 mortos converteram-no no quinto pior acidente de um DC-10, atrás do voo Turkish Airlines 981, do voo American Airlines 191, do voo Air New Zealand 901 e do voo UTA 772.

## Aeronave
A aeronave acidentada, um McDonnell Douglas DC-10-10 com registro N1819U, fora entregue à United Airlines em 1973.  Antes da saída do voo de Denver em 19 de julho de 1989 o avião tinha 43 401 horas de voo e 16,997 ciclos. A aeronave estava equipada com motores turbofan de alto índice derivacional CF6-6D fabricados pela General Electric Aircraft Engines (GEAE). O motor nº 2 (montado na cauda) da aeronave acumulou 42.436 horas e 16 899 ciclos de tempo de operação imediatamente antes do acidente.
O DC-10 utilizou três sistemas hidráulicos independentes, cada um alimentado por um dos três motores da aeronave, para alimentar o movimento dos controles de voo da aeronave. Em caso de perda de potência do motor, uma turbina de ar de impacto poderia fornecer energia elétrica de emergência para bombas auxiliares eletricamente alimentadas. Estes sistemas foram projetados para serem redundantes, de modo que se dois sistemas hidráulicos fossem inoperáveis, o sistema hidráulico restante ainda permitiria o pleno funcionamento e controle do avião. No entanto, pelo menos um sistema hidráulico deve ter fluido presente e a capacidade de segurar a pressão do fluido para controlar a aeronave. Como outras aeronaves de fuselagem larga da época, o DC-10 não foi projetado para reverter para controle manual desassistido em caso de falha hidráulica total. O sistema hidráulico do DC-10 foi projetado e demonstrado à Administração Federal de Aviação (FAA) em conformidade com os regulamentos de que "nenhuma falha [do motor] ou falha ou combinação provável de falhas comprometerá o funcionamento seguro do avião...".

## Tripulação
O capitão Alfred Clair Haynes de 57 anos fora contratado pela United Airlines em 1956. Tinha 30 000 horas de voo, das quais 7 000 no DC-10.
O primeiro oficial William Roy "Bill" Records de 48 anos fora contratado pela National Airlines em 1969. Posteriormente trabalhou na Pan American World Airways. Tinha aproximadamente 20 000 horas de experiência, das quais 665 foram como primeiro oficial no DC-10.
O segundo oficial (engenheiro de voo) Dudley Joseph Dvorak de 51 anos fora contratado pela United Airlines em 1986. Tinha por volta de 15 000 horas de voo, das quais 1900 horas como segundo oficial no Boeing 727 e 33 como segundo oficial no DC-10.
O capitão e instrutor Dennis E. Fitch, de 46 anos, fora contratado pela United Airlines em 1968. Antes de trabalhar na companhia aérea tinha aproximadamente 1 400 horas de voo na Guarda Nacional. No DC-10 pela United tinha 3079 horas, das quais 2 000 foram como segundo oficial, 1 000 como primeiro oficial e 79 como capitão. Fitch tinha conhecimento da queda de 1985 do voo 123 da Japan Airlines ocorrida quatro anos antes, causada por uma perda catastrófica do controle hidráulico, e se perguntou se era possível controlar uma aeronave usando apenas aceleradores. Ele tinha praticado em condições semelhantes em um simulador.
Oito comissárias de bordo também estavam a bordo do voo.

## Voo e acidente

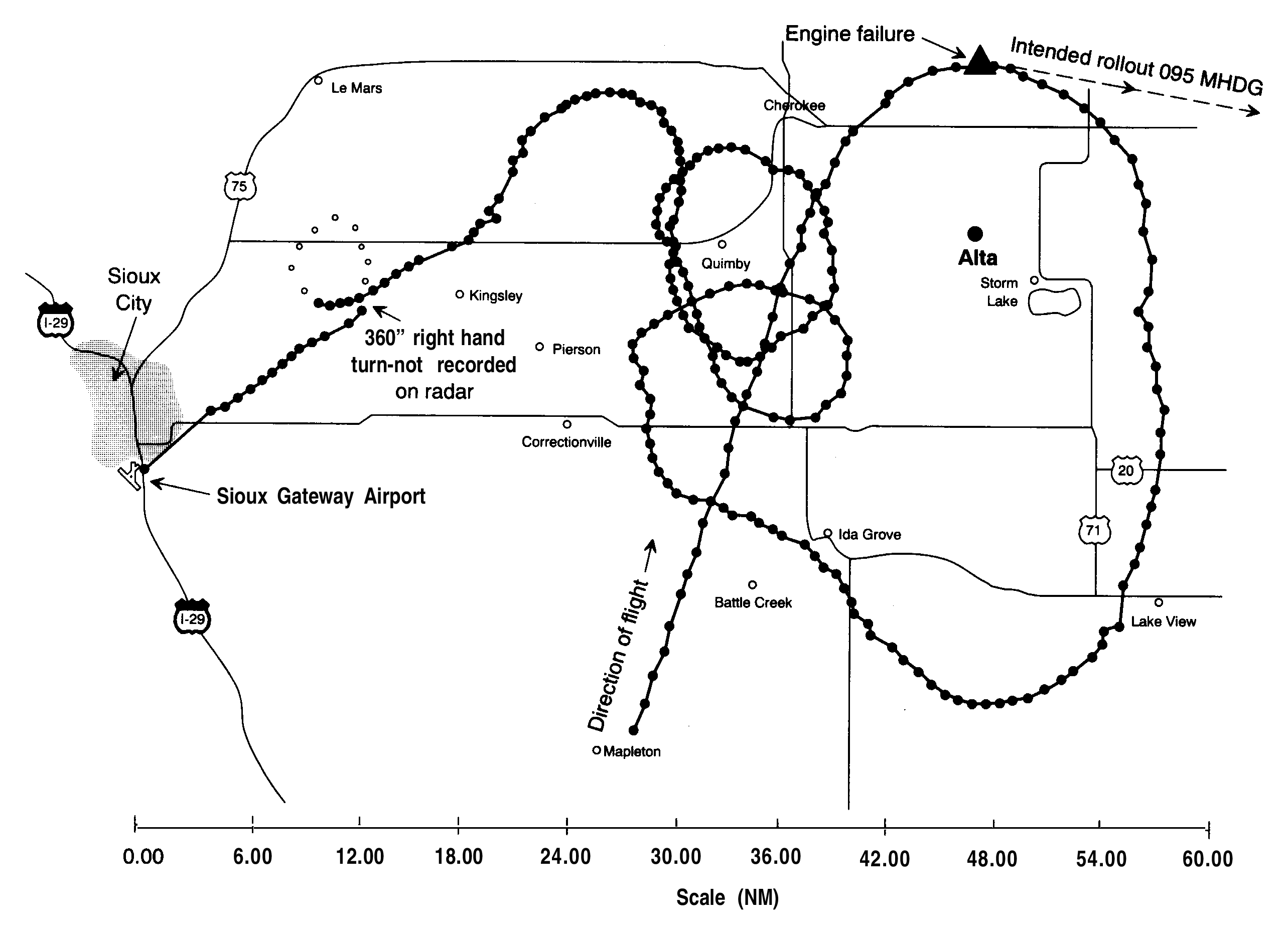
Gráfico da rota do voo pelo radar a partir do relatório da NTSB

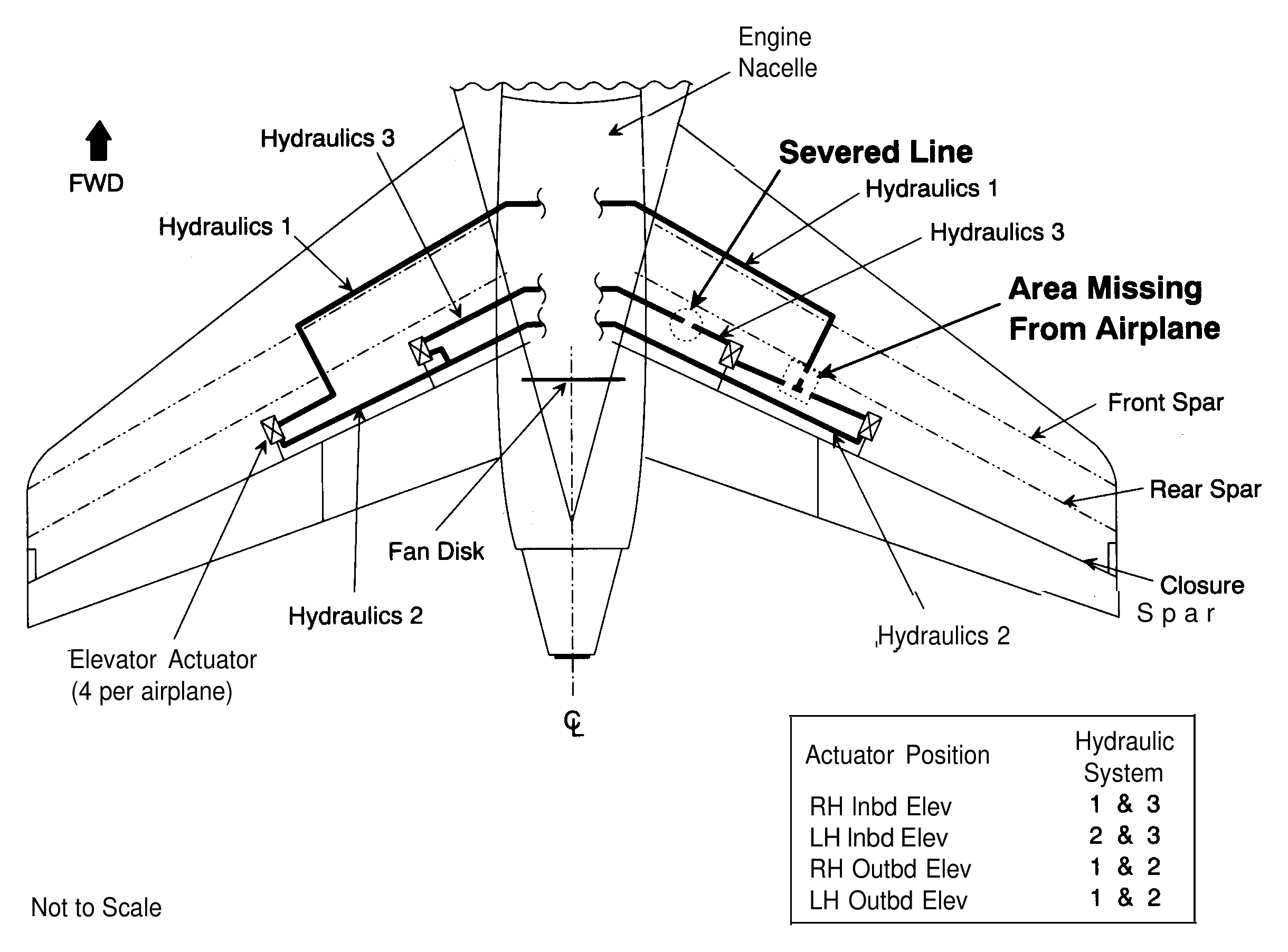
Danos na cauda do DC-10 (Relatório da NTSB)

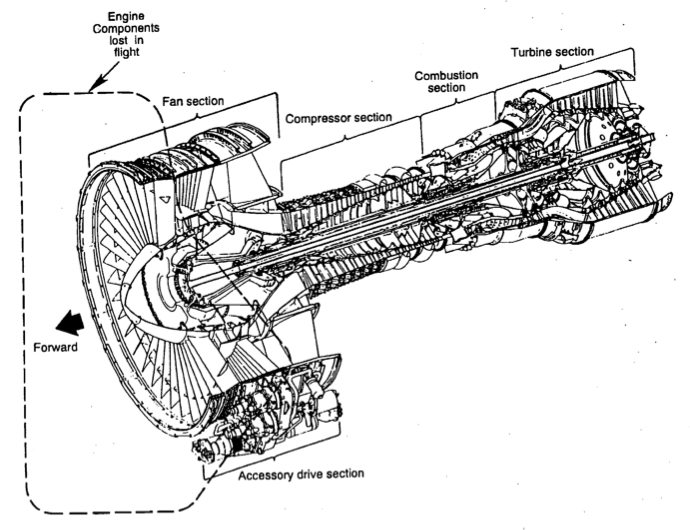
Diagrama mostrando componentes do motor perdidos em voo (a partir do relatório da NTSB)

### Decolagem e falha no motor
O voo 232 decolou às 14:09 horário central de verão do Aeroporto Internacional de Stapleton, Denver, Colorado, para o Aeroporto Internacional da Filadélfia, Filadélfia, Pensilvânia com escala no Aeroporto Internacional de O'Hare, em Chicago, Illinois.
Às 15h16, enquanto o avião estava em uma curva rasa à direita na altitude de cruzeiro de 36 000 pés (11 000 metros), o disco do ventilador do motor General Electric CF6-6 montado na cauda se desintegrou explosivamente. A falha não contida resultou na saída do disco de ventilador do motor da aeronave, arrancando componentes, incluindo partes do sistema hidráulico nº 2 e mangueiras de abastecimento no processo; estes foram encontrados mais tarde perto de Alta, Iowa. Detritos do motor penetraram a seção traseira da aeronave em vários lugares, incluindo o estabilizador horizontal, cortando as linhas do sistema hidráulico nº 1 e nº 3 onde passaram pelo profundor.
Os pilotos sentiram um choque, e o piloto automático desligou. Enquanto o primeiro oficial "Bill" Records tomava conta da coluna de controle, o Capitão Haynes se concentrava no motor traseiro, cujos instrumentos indicavam que estava com defeito; ele encontrou seu acelerador e controles de abastecimento de combustível bloqueados. Por sugestão de Dvorak, uma válvula cortando combustível para o motor da cauda foi desligada. Esta parte da emergência levou 14 segundos.

### Tentativas de controlar a aeronave
Enquanto isso, o primeiro oficial Records descobriu que o avião não respondeu à sua coluna de controle. Mesmo com a coluna de controle virada totalmente para a esquerda, comandando o aileron máximo esquerdo, e puxado todo o caminho de volta, comandando o máximo até o profundor – entradas que nunca seriam usadas juntas em voo normal – a aeronave estava virando à direita com o nariz para baixo. Haynes tentou nivelar a aeronave com sua própria coluna de controle, então tanto Haynes quanto Records tentaram usar suas colunas de controle juntas, mas a aeronave ainda não respondeu. Com medo de que a aeronave rolasse em uma posição completamente invertida (uma situação irrecuperável), a tripulação reduziu o motor montado na asa esquerda para ocioso e aplicou potência máxima ao motor direito. Isso fez com que o avião se nivelasse lentamente.
Enquanto Haynes e Records realizavam o procedimento de desligamento do motor para o que estava com problema, Dvorak observou que os medidores de pressão e quantidade de fluidos em todos os três sistemas hidráulicos estavam indicando zero. A perda de todo o fluido hidráulico fez com que as superfícies de controle estivessem inoperantes. A tripulação de voo acionou o gerador acionado por ar do DC-10 na tentativa de restaurar a energia hidráulica alimentando as bombas hidráulicas auxiliares, mas isso não teve sucesso. A tripulação entrou em contato com o pessoal de manutenção da United via rádio, mas foi informado de que, como uma perda total dos sistemas hidráulicos no DC-10 foi considerada "virtualmente impossível", nenhum procedimento foi estabelecido para tal evento.
O avião tendia a puxar para a direita, e lentamente oscilava verticalmente em um ciclo fugóide – característico de planos nos quais o comando da superfície de controle é perdido. A cada iteração do ciclo, a aeronave perdeu cerca de 460 metros de altitude. Fitch, um experiente capitão da United Airlines e instrutor de voo de DC-10, estava entre os passageiros e se ofereceu para ajudar. A mensagem foi transmitida por uma comissária de bordo para a tripulação, que convidou Fitch até a cabine de comando; ele chegou e começou a ajudar por volta das 15:29 UTC-5.
Haynes pediu à Fitch para observar os ailerons através das janelas da cabine do passageiro para ver se as entradas de controle estavam tendo algum efeito. O instrutor de DC-10 informou que os ailerons não estavam se movendo. No entanto, a tripulação continuou a manipular suas colunas de controle para o resto do voo, esperando pelo menos algum efeito. Haynes então pediu a Fitch para assumir o controle dos aceleradores para que Haynes pudesse se concentrar em sua coluna de controle. Com um acelerador em cada mão, Fitch foi capaz de atenuar o ciclo fugóide e fazer ajustes de direção ásperos.
O controle de tráfego aéreo (ATC) do aeroporto internacional de Minneapolis foi contatado e os controladores disseram a tripulação do DC-10 avariado que a pista mais próxima para o pouso de emergência é o Aeroporto Regional de Sioux Gateway localizado em Sioux City, Iowa. Haynes manteve seu senso de humor durante a emergência, como registrado no CVR (gravador de voz da cabine) do avião:
Fitch: "Eu vou te dizer uma coisa, nós vamos tomar uma cerveja quando tudo isso estiver feito."
Haynes: "Bem, eu não bebo, mas eu com certeza vou ter um."
e depois:
Aproximação de Sioux City: "United 232, o vento atualmente é três seis zero em um um; três sessenta às onze. Você está liberado para pousar em qualquer pista.
Haynes: "[risos] Roger. [risos] Você quer ser especial e torná-lo uma pista, hein?
Um comentário mais sério frequentemente citado por Haynes foi feito quando o controle de tráfego aéreo pediu à tripulação para fazer uma curva à esquerda para mantê-los afastados da cidade:
Haynes: "Faça o que fizer, mantenha-nos longe da cidade."
Haynes mais tarde observou: "Estávamos muito ocupados [para ter medo]. Você deve manter sua compostura no avião, ou você vai morrer. Você aprende isso com seu primeiro dia voando.

### Pouso forçado
Quando a tripulação começou a se preparar para a chegada no Aeroporto Regional de Sioux Gateway, eles questionaram se deveriam implantar o trem de pouso ou pousar a aeronave com a engrenagem retraída. Eles decidiram que ter o trem de pouso para baixo proporcionaria alguma absorção de choque no impacto. A falha hidráulica completa deixou o mecanismo de redução do trem de pouso inoperante. Duas opções estavam disponíveis para a tripulação. O DC-10 foi projetado para que, se a pressão hidráulica do trem de pouso for perdida, a engrenagem cairá ligeiramente e descansará nas portas do trem de pouso. Colocar a alça regular do trem de pouso na posição de baixo abrirá as portas mecanicamente, e as portas e o trem de pouso cairão no lugar e travarão devido à gravidade. Um sistema alternativo também está disponível usando uma alavanca no assoalho da cabine de comando para fazer com que o trem de pouso caia em posição. Esta alavanca tem o benefício adicional de desbloquear os ailerons traseiros, que não são usados em voo de alta velocidade e estão trancados em uma posição neutra. A tripulação esperava que pudesse haver algum fluido hidráulico preso nos ailerons traseiros e que eles pudessem recuperar algum uso de controles de voo desbloqueando-os. Eles optaram por estender a engrenagem com o sistema alternativo. Embora a engrenagem tenha sido implantada com sucesso, nenhuma mudança na controlabilidade da aeronave teve resultado.
O pouso foi originalmente planejado na pista 31 de 2 700 metros. As dificuldades em controlar a aeronave tornaram a aproximação quase impossível. Enquanto despejava parte do excesso de combustível, o avião executou uma série de curvas na maioria à direita (virar o avião nesta direção era mais fácil) com a intenção de alinhar-se com a pista 31. Quando saíram, estavam alinhados com a pista 22 fechada de 2 099 metros, e tinham pouca capacidade de manobra. Caminhões de bombeiros foram colocados na pista 22, antecipando um pouso nas proximidades da Pista 31, de modo que todos os veículos foram rapidamente movidos para fora do caminho antes que o avião aterrissasse. A pista 22 havia sido fechada permanentemente um ano antes.
O controle de tráfego aéreo também informou que uma rodovia interestadual de quatro pistas corria para norte e sul a leste do aeroporto, onde eles poderiam pousar se não achassem que poderiam aterrissar na pista. O capitão Haynes respondeu que eles estavam passando pela interestadual naquele momento e eles tentariam a pista em vez disso.
Fitch continuou a controlar a descida da aeronave ajustando o impulso do motor. Com a perda de todos os sistemas hidráulicos, os flaps não puderam ser estendidos, e como os flaps controlam tanto a velocidade mínima necessária quanto a taxa de descida, a tripulação não conseguiu controlar tanto a velocidade do ar quanto a taxa de descida. Na aproximação final, a velocidade de avanço da aeronave era de 410 km/h e tinha uma taxa de afundamento de 9,4 m/s, enquanto um pouso seguro exigiria 140 nós (260 km/h) e 300 pés por minuto (1,5 m/s). Fitch precisava de um assento para aterrissagem; Dvorak ofereceu o seu próprio, como poderia ser movido para uma posição atrás dos aceleradores. Dvorak sentou-se no assento extra da cabine de comando para aterrissagem. Momentos antes de aterrissar, o rolo para a direita de repente piorou significativamente; Fitch percebeu isso e empurrou os dois aceleradores para a potência máxima em uma última tentativa desesperada de nivelar o avião. Eram agora 16:00 UTC-5. O gravador de voz da cabine registrou os momentos finais:
Records: "Feche-os."
Haynes: "Vire à esquerda, feche-os."
Records: "Puxe todos eles."
Fitch: "Não, eu não posso tirá-los ou vamos perdê-lo, isso é o que está te transformando."
Records: "Ok".
Fitch: "De volta, Al!"
Haynes: "Esquerda, acelerador esquerdo, esquerda, esquerda, esquerda, esquerda, esquerda, esquerda, esquerda, esquerda, esquerda, esquerda, esquerda, esquerda, esquerda!"
GPWS (sistema de alerta de proximidade do solo): "Whoop whoop pull up. Whoop whoop pull up. Whoop whoop pull up."
Haynes: "Todo mundo em posição de emergência!"
GPWS: "Whoop whoop pull up."
Haynes: "Deus!"
[Som de impacto]
Fim da gravação.
Os motores não foram capazes de responder aos comandos de Fitch a tempo de parar a rolagem, e o avião atingiu o chão com a asa direita, derramando combustível, que pegou fogo imediatamente. A seção traseira rompeu com a força do impacto, e o resto da aeronave saltou várias vezes, destruindo o trem de pouso e naceles do motor e quebrando a fuselagem em três pedaços principais. Com o impacto final, a asa direita foi arrancada e a parte principal da aeronave derrapou de lado, rolou para as costas e deslizou para uma parada de cabeça para baixo em um campo de milho à direita da Pista 22. Testemunhas relataram que a aeronave "rodou" de ponta a ponta, mas a investigação não confirmou isso. Os relatórios foram devido à má interpretação do vídeo do acidente que mostrou a ala direita flamejante caindo no final e a asa esquerda intacta, ainda presa à fuselagem, rolando para cima e sobre como a fuselagem capotou.

## Mortos e feridos

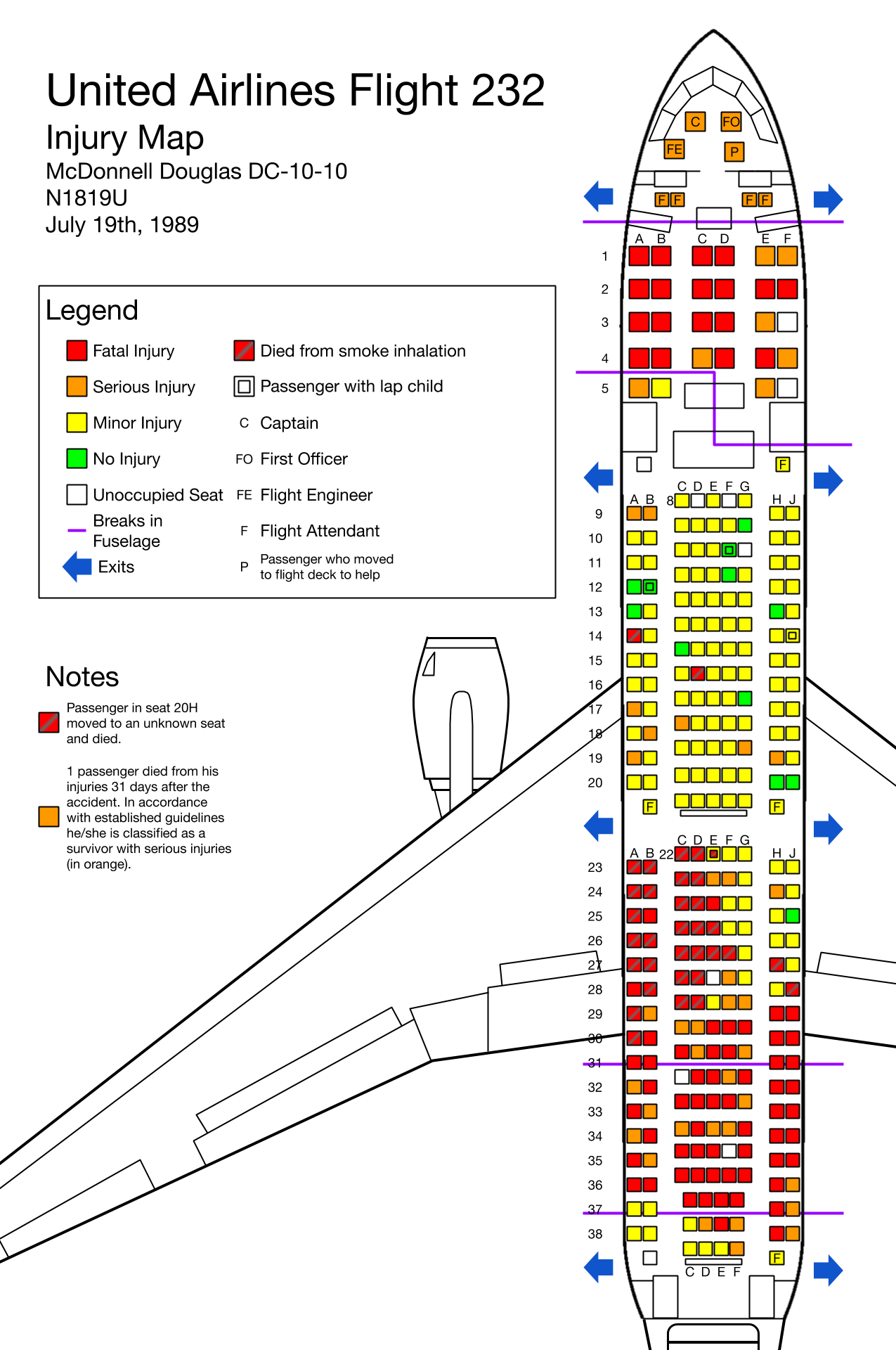
Mapa dos assentos dos passageiros. As cores dos quadrados indicam os mortos, sobreviventes com ferimentos graves, sobreviventes com ferimentos leves e os que escaparam ilesos

Das 296 pessoas a bordo, 112 morreram. A maioria foi morta por ferimentos sofridos nos múltiplos impactos, mas 35 pessoas no meio da fuselagem diretamente acima dos tanques de combustível faleceram por inalação de fumaça no incêndio pós-acidente. Desses, 24 não tiveram ferimentos graves por força bruta. A maioria dos 184 sobreviventes estava sentada atrás da primeira classe e à frente das asas. Muitos passageiros foram capazes de sair através das rupturas para a estrutura.
De todos os passageiros:
- 35 morreram por inalação de fumaça (nenhuma estava na primeira classe).
- 76 morreram por outras razões além da inalação de fumaça (17 na primeira classe).
- Um morreu um mês depois do acidente.
- 47 ficaram gravemente feridos (oito na primeira classe).
- 125 tiveram ferimentos leves (um na primeira classe).
- 13 não tiveram ferimentos (nenhum na primeira classe).

Os passageiros que morreram por motivos diferentes da inalação de fumaça estavam sentados nas filas 1-4, 24-25 e 28-38. Os passageiros que morreram por inalação de fumaça estavam sentados nas filas 14, 16 e 22-30. A pessoa designada para o 20H mudou-se para um assento desconhecido e morreu por inalação de fumaça.
Um sobrevivente do acidente morreu um mês após o acidente; ele foi classificado de acordo com os regulamentos da NTSB como um sobrevivente com ferimentos graves.
Cinquenta e duas crianças, incluindo quatro "crianças de colo" sem seus próprios assentos, estavam a bordo do voo por causa da promoção do "Dia das Crianças" da United Airlines. Onze crianças, incluindo uma criança, morreram. Muitas das crianças estavam viajando sozinhas.
Os socorristas não identificaram os destroços que eram os restos da cabine, com os quatro pilotos vivos dentro, até 35 minutos após o acidente. Todos os quatro se recuperaram dos ferimentos e acabaram voltando ao serviço meses depois.

## Investigação

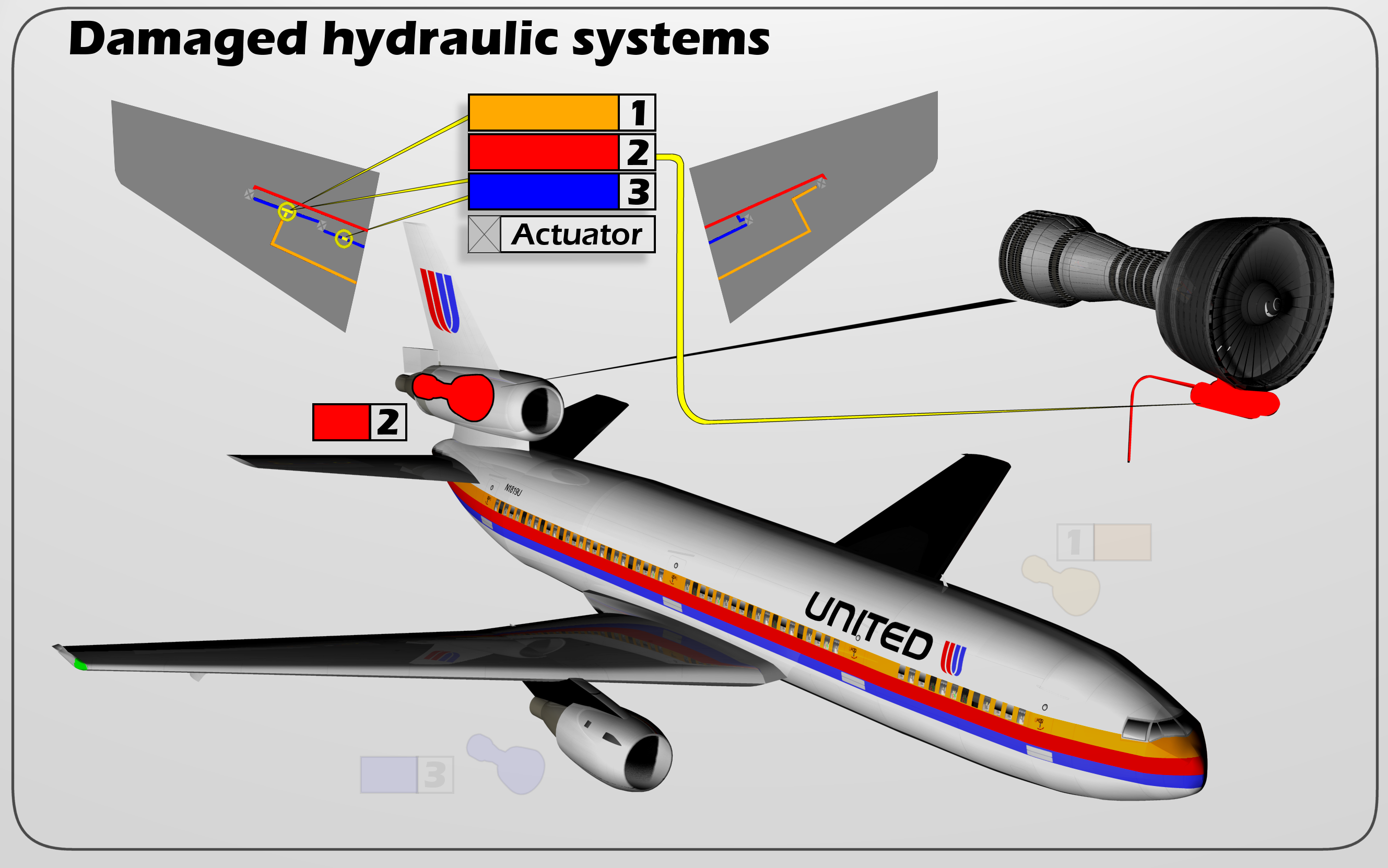
Sistemas hidráulicos danificados no DC-10 acidentado.

O disco de ventilador e o conjunto da lâmina do motor traseiro – cerca de 2,4 m de diâmetro – não puderam ser localizados no local do acidente apesar de uma busca intensa. O fabricante do motor, General Electric, ofereceu recompensas de US$ 50 000 pelo disco e US$ 1 000 em cada lâmina do ventilador. Após o acidente, um fazendeiro descobriu a maior parte do disco de ventilador, com várias lâminas ainda presas, em seu milharal, qualificando-a para uma recompensa, como confirmou um advogado da General Electric. O resto do disco de ventilador e a maioria das lâminas adicionais foram encontrados mais tarde nas proximidades.
A NTSB determinou que a causa provável deste acidente foi a consideração inadequada dada aos fatores humanos e limitações nos procedimentos de inspeção e controle de qualidade utilizados pela instalação de revisão de motores da United Airlines. Estes resultaram na falha em detectar uma rachadura de fadiga originária de um defeito metalúrgico não detectado anteriormente localizado em uma área crítica do disco de ventilador da liga de titânio estágio-1 que foi fabricado pela General Electric Aircraft Engines. A maneira não contida na qual o motor falhou resultou em fragmentos metálicos de alta velocidade sendo arremessados do motor; esses fragmentos penetraram as linhas hidráulicas de todos os três sistemas hidráulicos independentes a bordo da aeronave, que rapidamente perdeu seu fluido hidráulico. A subsequente desintegração catastrófica do disco resultou na liberação de detritos em um padrão de distribuição e com níveis de energia que excederam o nível de proteção fornecido pelas características de projeto dos sistemas hidráulicos que operam os controles de voo do DC-10; a tripulação de voo perdeu sua capacidade de operar quase todos eles.
Apesar dessas perdas, a tripulação foi capaz de alcançar e, em seguida, manter o controle limitado usando os aceleradores para ajustar o impulso dos motores montados nas asas restantes. Usando cada motor de forma independente, a tripulação fez ajustes de direção ásperos, e usando os motores juntos eles foram capazes de ajustar aproximadamente a altitude. A tripulação guiou o jato aleijado até o Aeroporto Sioux Gateway e o alinhou para aterrissar em uma das pistas. Sem o uso dos flaps e slats, eles não foram capazes de diminuir a velocidade para o pouso, e foram forçados a tentar aterrissar a uma velocidade muito alta. A aeronave também pousou em uma taxa de descida extremamente alta devido à incapacidade de sinalizar (reduzir a taxa de descida antes do pouso aumentando o tom). Como resultado, após o pouso forçado, a aeronave se partiu, capotou e pegou fogo. A maior seção estava em um milharal ao lado da pista. Apesar da ferocidade do acidente, 184 (62,2%) passageiros e tripulantes sobreviveram devido a uma variedade de fatores, incluindo a forma relativamente controlada do acidente e a notificação antecipada dos serviços de emergência.
A investigação, enquanto elogiava as ações da tripulação de fuga para salvar vidas, mais tarde identificou a causa do acidente como uma falha dos processos de manutenção da United Airlines e pessoal para detectar uma rachadura de fadiga existente. A "Causa Provável" no relatório do NTSB é a seguinte:

O Conselho Nacional de Segurança nos Transportes determina que a causa provável deste acidente foi a consideração inadequada dada às limitações de fatores humanos nos procedimentos de inspeção e controle de qualidade utilizados pela instalação de revisão do motor da United Airlines, o que resultou na falha na incapacidade de detectar uma rachadura de fadiga originária de um defeito metalúrgico não detectado anteriormente localizado em uma área crítica do disco de ventilador estágio 1 que foi fabricado pela General Electric Aircraft Engines. A subsequente desintegração catastrófica do disco resultou na liberação de detritos em um padrão de distribuição e com níveis de energia que excederam o nível de proteção fornecido pelas características de projeto dos sistemas hidráulicos que operam os controles de voo do DC-10.

### Componente com falha

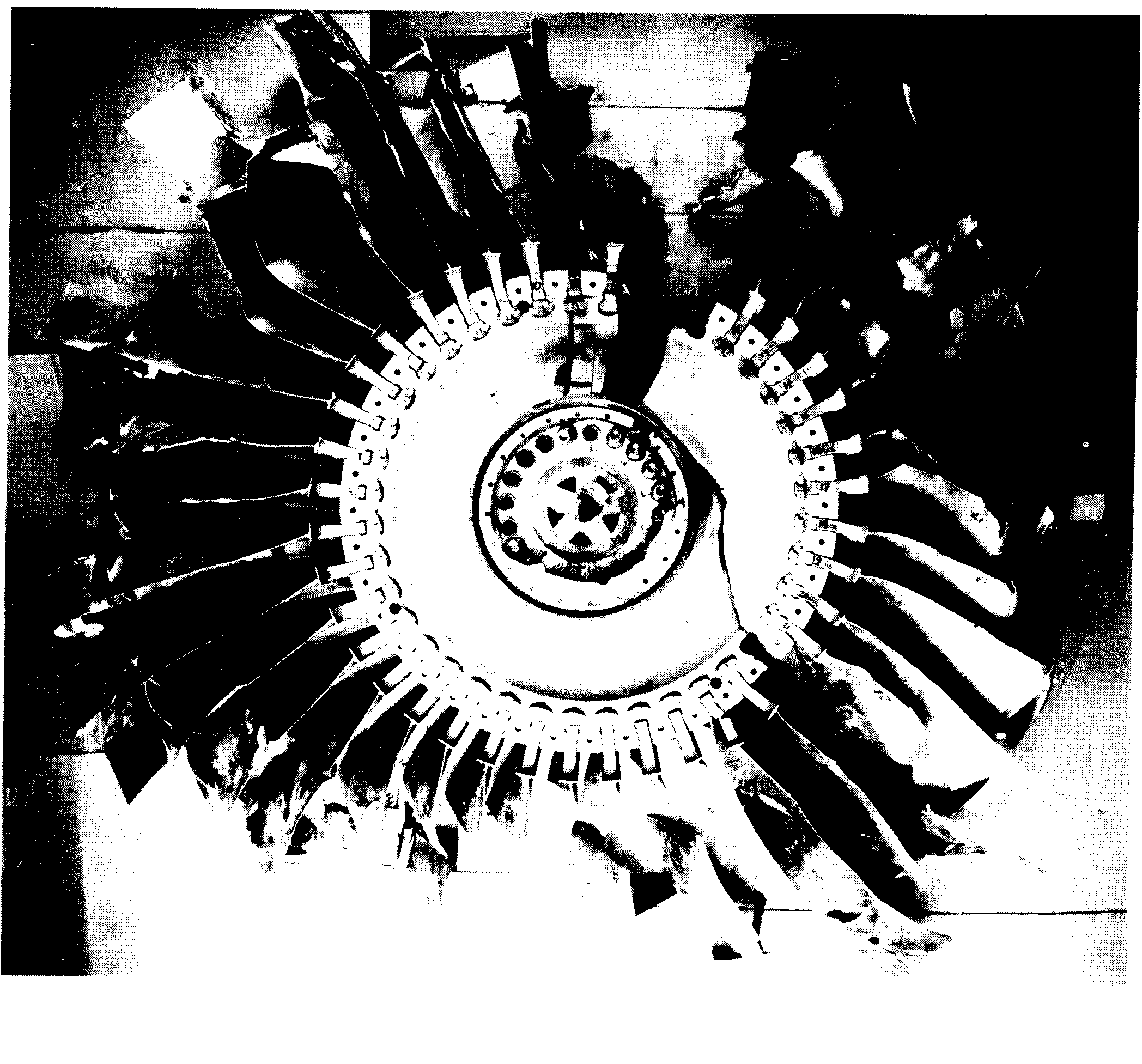
A fratura é claramente visível no disco do ventilador recuperado do motor da cauda do voo United 232.

A análise pós-acidente das superfícies de fratura mostrou a presença de um corante fluorescente penetrante usado para detectar rachaduras durante a manutenção. A presença do corante indicou que a rachadura estava presente e deveria ter sido detectada em inspeção prévia. A falha de detecção surgiu da baixa atenção aos fatores humanos na especificação dos processos de manutenção da United Airlines.
Investigadores descobriram uma impureza e fadiga no disco. O titânio reage com ar quando derretido, o que cria impurezas que podem iniciar rachaduras de fadiga como as encontradas no disco de colisão. Para evitar isso, o lingote que se tornaria o disco de ventilador foi formado usando um processo de "vácuo duplo": as matérias-primas foram derretidas em um vácuo, permitidas a esfriar e solidificar, depois derretidas no vácuo mais uma vez. Após o duplo processo de vácuo, o lingote foi moldado em um boleto, uma forma semelhante a uma salsicha de cerca de 16 polegadas de diâmetro, e testado usando ultrassom para procurar defeitos. Defeitos foram localizados e o lingote foi processado para removê-los, mas alguma contaminação permaneceu. Mais tarde, a GE adicionou um terceiro estágio de formação a vácuo por causa de sua investigação sobre a falha das peças do motor de titânio.
A contaminação causou o que é conhecido como uma inclusão alfa dura, onde uma partícula contaminante em uma liga metálica faz com que o metal ao seu redor se torne frágil. O titânio frágil em torno da impureza então rachou durante a forja e caiu durante a usinagem final, deixando uma cavidade com rachaduras microscópicas nas bordas. Nos 18 anos seguintes, a rachadura cresceu ligeiramente a cada vez que o motor foi ligado e levado à temperatura de funcionamento. Eventualmente, a rachadura se abriu, fazendo com que o disco falhasse.
As origens do disco de colisão são incertas devido a irregularidades e lacunas significativas, anotados no relatório final da NTSB nos registros de fabricação da GE Aircraft Engines (GEAE) e seus fornecedores. Registros encontrados após o acidente indicaram que dois forjamentos de máquinas ásperas tendo o número de série do disco de colisão tinha sido roteado através da fabricação pela GEAE. Os registros indicaram que a Alcoa forneceu à GE forjas de titânio TIMET para um disco com o número de série do disco de colisão. Alguns registros mostram que este disco "foi rejeitado por uma indicação ultrassônica insatisfatória", que um laboratório externo realizou uma inspeção de ultrassom deste disco, que este disco foi posteriormente devolvido à GE, e que este disco deveria ter sido sucateado. O relatório da FAA afirmou: "Não há registro de pedido de garantia da GEAE por material defeituoso e nenhum registro de qualquer crédito para GEAE processado pela Alcoa ou TIMET".
Os registros da General Eletric do segundo disco com o número de série do disco de colisão indicam que ele foi feito com um boleto de titânio RMI fornecido pela Alcoa. Pesquisas dos registros da GE mostraram que nenhuma outra peça de titânio foi fabricada na GE a partir deste boleto de titânio RMI durante o período de 1969 a 1990. Os registros da GE indicam que o acabamento final e a inspeção do disco de colisão foram concluídos em 11 de dezembro de 1971. Os registros da Alcoa indicam que este boleto de titânio RMI foi cortado pela primeira vez em 1972 e que todas as forjas feitas a partir deste material eram para peças de aeronaves. Se os registros da Alcoa fossem precisos, o titânio RMI não poderia ter sido usado para fabricar o disco de colisão, indicando que o disco TIMET inicialmente rejeitado com "uma indicação ultrassônica insatisfatória" era o disco de colisão.
Motores CF6 como o que continha o disco de colisão foram usados para alimentar muitas aeronaves civis e militares no momento do acidente. Devido a preocupações de que o acidente pudesse se repetir, um grande número de discos em serviço foram examinados por ultrassom para indícios de defeitos. Os discos de ventilador em pelo menos dois outros motores foram encontrados com defeitos como o do disco de colisão. A priorização e eficiência das inspeções dos muitos motores sob suspeita teriam sido auxiliadas pela determinação da fonte de titânio do disco de colisão. As análises químicas do disco de colisão destinadas a determinar sua fonte foram inconclusivas. O relatório da NTSB afirmou que, se os discos examinados não fossem da mesma fonte, "os registros em um grande número de discos GEAE são suspeitos. Também significa que qualquer ação de diretriz de aeronavegabilidade baseada no número de série de um disco pode não ter seu efeito pretendido porque os discos suspeitos podem permanecer em serviço." O relatório da FAA não abordou explicitamente o impacto dessas incertezas nas operações de aeronaves militares que poderiam ter contido um disco suspeito.

## Influência na indústria
A investigação da NTSB, após reconstruções do acidente em simuladores de voo, considerou que o treinamento para tal evento envolvia muitos fatores a serem práticos. Embora algum nível de controle fosse possível, nenhuma precisão poderia ser alcançada, e um pouso nessas condições foi declarado como "um evento altamente aleatório". Pilotos experientes foram incapazes de reproduzir um pouso sobrevivente; de acordo com um piloto da United que voou com o instrutor de DC-10 Denny Fitch "A maioria das simulações nunca chegou perto do solo". A NTSB afirmou que "sob as circunstâncias, o desempenho da tripulação de voo da UAL (United Airlines) foi altamente louvável e superou muito as expectativas razoáveis".
Como esse tipo de controle de aeronaves (com perda de superfícies de controle) é difícil para os humanos alcançarem, alguns pesquisadores tentaram integrar essa capacidade de controle nos computadores de aeronaves fly-by-wire. As primeiras tentativas de adicionar a capacidade de aviões reais não foram muito bem-sucedidas; o software foi baseado em experimentos realizados em simuladores de voo onde os motores a jato são geralmente modelados como dispositivos "perfeitos" com exatamente o mesmo impulso em cada motor, uma relação linear entre a configuração do acelerador e o impulso, e resposta instantânea à entrada. Posteriormente, os modelos de computador foram atualizados para explicar esses fatores, e aeronaves como o F-15 STOL/MTD foram pilotadas com sucesso com este software instalado.

### Processamento de titânio
O processo de fabricação de titânio foi alterado para eliminar o tipo de anomalia gasosa que serviu como ponto de partida para a rachadura. Os lotes mais novos de titânio usam temperaturas de fusão muito mais altas e um processo de "vácuo triplo" na tentativa de eliminar tais impurezas (remelição do arco de vácuo [VAR] de fusão triplo).

### Projetos de aeronaves posteriores
Novos projetos de aeronaves, como o McDonnell Douglas MD-11, incorporaram fusíveis hidráulicos para isolar uma seção perfurada e evitar uma perda total de fluido hidráulico. Após o acidente do voo 232, tais fusíveis foram instalados no sistema hidráulico número três abaixo do motor número dois em todos os DC-10 para garantir que a capacidade de controle suficiente permanecesse se todas as três linhas do sistema hidráulico fossem danificadas na região da cauda. Embora o controle do profundor e do leme de direção fosse perdido, a tripulação ainda seria capaz de controlar o eixo de controle da aeronave (para cima e para baixo) com acabamento estabilizante, e seria capaz de controlar a rolagem (esquerda e direita) com alguns dos ailerons e spoilers da aeronave. Embora não seja uma situação ideal, o sistema fornece uma medida de controle maior do que estava disponível para a tripulação do voo 232 da United.
Perder todos os três sistemas hidráulicos é possível se ocorrer um dano grave em outros lugares, como quase aconteceu com um avião de carga em 2002 durante a decolagem, quando um pneu de engrenagem principal explodiu bem na roda. O dano na área da asa esquerda causou perda total de pressão do número um e dos sistemas hidráulicos número dois. O sistema número três foi amassado, mas não penetrado.

### Restrições as crianças
Das quatro crianças consideradas jovens demais para necessitar de seus próprios assentos ("crianças de colo"), uma morreu por inalação de fumaça. O NTSB adicionou uma recomendação de segurança à FAA em sua "Lista de Melhorias de Segurança mais procuradas" em maio de 1999, sugerindo que uma exigência para que crianças menores de dois anos sejam contidas com segurança, que foi removida em novembro de 2006. O acidente desencadeou uma campanha liderada pela então chefe das comissárias de bordo do voo United 232, Jan Brown Lohr, para que todas as crianças tenham assentos em aeronaves.
O argumento contra a exigência de assentos em aeronaves para crianças menores de dois anos é o custo mais alto para uma família ter que comprar um assento para a criança, e esse custo mais alto motivará mais famílias a dirigir em vez de voar, e incorrer no risco muito maior de dirigir. A FAA estima que um regulamento "todas as crianças devem ter um assento" será, para cada vida de uma criança salva em uma aeronave, 60 pessoas morreriam em acidentes de trânsito.
Embora não esteja mais na lista dos "mais procurados", as restrições de aeronaves para crianças menores de dois anos ainda são recomendadas pela NTSB e pela FAA, embora não seja exigida pela FAA a partir de maio de 2016. O NTSB pediu à Organização da Aviação Civil Internacional (OACI/ICAO) para fazer disso uma exigência em setembro de 2013.

### Gerenciamento de recursos da tripulação
Desde então, o acidente tornou-se um exemplo primordial de gestão bem-sucedida de recursos da tripulação (CRM em inglês). Durante grande parte da história da aviação, o capitão foi considerado a autoridade final, e as equipes deveriam respeitar a experiência do capitão sem questionar. Isso começou a mudar na década de 1970, especialmente após o acidente do voo 173 da United Airlines em Portland, Oregon, e o desastre do aeroporto de Tenerife. Enquanto ainda considera o capitão como autoridade final, o gerenciamento instrui os membros da tripulação a falar quando detectarem um problema, e ensina os capitães a ouvir as preocupações da tripulação. A United Airlines instituiu uma classe de CRM no início da década de 1980. Mais tarde, a NTSB creditou este treinamento como valioso para o sucesso da equipe do United 232 em lidar com a emergência. A FAA tornou o CRM obrigatório após o acidente.

## Fatores que contribuíram para os sobreviventes
Das 296 pessoas a bordo, 112 foram mortas e 184 sobreviveram. Haynes mais tarde identificou três fatores relacionados com a hora do dia que aumentaram a taxa de sobrevivência:
1. O acidente ocorreu durante o dia e com o tempo estável (pouquíssimas nuvens);
2. O acidente ocorreu quando uma mudança de turno estava ocorrendo em um centro regional de trauma e em um centro regional de queimados em Sioux CIty, permitindo que mais equipes médicas tratassem os feridos;
3. O acidente ocorreu quando a Guarda Aérea Nacional de Iowa estava de plantão no Aeroporto Regional de Sioux Gateway, permitindo que 285 pessoas treinadas ajudassem na triagem e evacuação dos feridos.

"Se alguma dessas coisas não estivesse lá", disse Haynes, "Tenho certeza de que a taxa de fatalidade teria sido muito maior."
Haynes também creditou o gerenciamento de recursos de cabine como sendo um dos fatores que salvou sua própria vida, e muitos outros.

... a preparação que valeu a pena para a tripulação foi algo ... chamado gerenciamento de recursos de cabine... Até 1980, nós meio que trabalhamos no conceito de que o capitão era a autoridade da aeronave. O que ele disse, vai. E perdemos alguns aviões por causa disso. Às vezes, o capitão não é tão esperto quanto pensávamos que era. E nós o ouviríamos, e fazíamos o que ele disse, e não saberíamos do que ele está falando. E tivemos 103 anos de experiência de voo lá na cabine de comando, tentando colocar aquele avião no chão, nenhum minuto do qual tínhamos praticado, qualquer um de nós. Então por que eu saberia mais sobre colocar aquele avião no chão nessas condições do que os outros três. Então, se eu não tivesse usado o CRM, se não tivéssemos deixado todo mundo colocar sua entrada, é um pouco nós não teríamos feito isso.
Quando Haynes faleceu em agosto de 2019, a United Airlines emitiu uma nota de condolência agradecendo por "seus esforços excepcionais a bordo do voo UA232".
O instrutor de voo de DC-10 Dennis "Denny" E. Fitch faleceu de câncer aos 69 anos em 7 de maio de 2012 em St. Charles, Illinois.
Como na queda do Lockheed L-1011 de tamanho similar no voo 401 da Eastern Air Lines em 1972, o ângulo relativamente raso de descida provavelmente desempenhou um grande papel na taxa de sobrevivência relativamente alta. O Conselho Nacional de Segurança nos Transportes concluiu que, dadas as circunstâncias, "um pouso seguro era virtualmente impossível".

## Vítimas notáveis
- John Kenneth Stille - químico
- Jay Ramsdell - comissário da Continental Basketball Association[34]

## Sobreviventes notáveis
- Al Haynes - capitão da aeronave
- Helen Young Hayes - administradora de fundos de investimento[35]
- Michael R. Matz - treinador olímpico e de cavalos de corrida[36]
- Jerry Schemmel - ex-locutor de rádio do Denver Nuggets e Colorado Rockies
- Pete Wernick, tocador de banjo e membro do conjunto americano de bluegrass Hot Rize, que conseguiu retomar as apresentações dois dias após o acidente.

## Na cultura popular
- O acidente foi tema do 13º episódio da 11ª temporada do documentário Mayday (também conhecida como Air Crash Investigation), intitulado "Impossible Landing" (nos EUA). No Reino Unido, Austrália e Ásia o episódio foi intitulado "Sioux City Fireball". Em Portugal o episódio foi intitulado como "Bola de Fogo em Sioux City". No Brasil o episódio foi intitulado como "Explosão do Motor".[37] O episódio contou com entrevistas com sobreviventes e mostrou a reconstituição e imagens reais do acidente.

- O acidente foi tema do filme de 1992 A Thousand Heroes, também conhecido como Crash Landing: The Rescue of Flight 232.[38]
- O episódio "Desastres de Engenharia" (6ª temporada, episódio 18) de Modern Marvels contou com o acidente.
- O acidente foi apresentado no 7º episódio da 2ª temporada de Seconds From Disaster ("Segundos Fatais") intitulado "Crash Landing in/at Sioux City" ("Desastre Aéreo em Sioux City" no Brasil[39]) no National Geographic Channel onde foi feita uma reconstituição com atores e computação gráfica e contou com entrevistas com os sobreviventes.
- O History Channel distribuiu um documentário chamado Shockwave; uma parte do Episódio 7 (originalmente exibido em 25 de janeiro de 2008) detalhou os eventos do acidente.
- O episódio "A Wing and a Prayer" of Survival in the Sky (título do Reino Unido: Black Box) contou com o acidente.
- A série biography channel I Survived... explicou em detalhes os eventos do acidente através do passageiro Jerry, da comissária de bordo Jan Brown Lohr e do piloto Alfred Haynes.
- O episódio "Crise na cabine de comando" (2ª Temporada, Episódio 1) de Why Planes Crash no Weather Channel contou com o acidente.
- A peça charlie victor romeo de 1999 (transformada em filme em 2013) reencenou dramaticamente o incidente usando transcrições do gravador de voz da cabine (CVR).
- O romance de 1991 Cold Fire, de Dean Koontz, inclui um acidente fictício baseado no voo 232.
- O filme Fearless de 1993 retratou um acidente de avião fictício baseado em parte na queda do voo 232.
- Em 2016, o The House Theatre of Chicago produziu o United Flight 232. A peça foi um novo trabalho dirigido e adaptado por Vanessa Stalling e baseado no livro Flight 232 de Laurence Gonzales. Os membros sobreviventes da equipe assistiram à peça em abril de 2016,[40] e a produção foi posteriormente indicada para seis Equity Jeff Awards, vencendo dois destes prêmios.[41]

## Memorial do voo 232

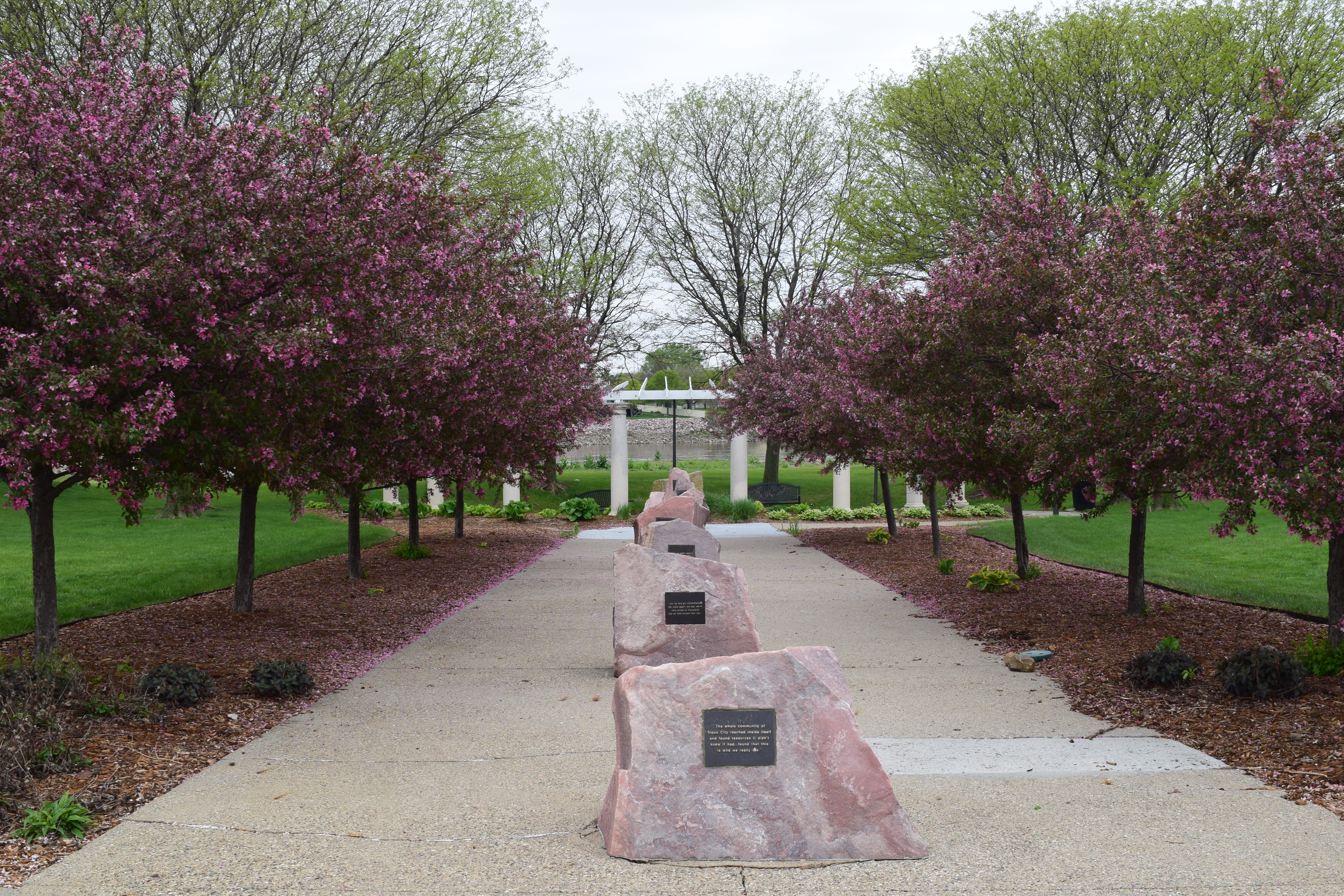
Memorial do voo 232

O Memorial do Voo 232 foi construído ao longo do rio Missouri em Sioux City, Iowa, para comemorar o heroísmo da tripulação de voo e os esforços de resgate que a cidade empreendeu após o acidente. É uma estátua do Tenente-Coronel Dennis Nielsen da Guarda Nacional de Iowa, tirada de uma foto de jornal tirada naquele dia enquanto ele carregava uma criança de três anos para um local seguro.

## Acidentes similares
As chances de todos os três sistemas hidráulicos falharem simultaneamente haviam sido calculadas anteriormente de uma para um bilhão. No entanto, esses cálculos assumem que várias falhas devem ter causas independentes, uma suposição irreal, e de fato ocorreram falhas de controle de voo semelhantes:
- Em 1971, o voo Pan Am 845 (operado por um Boeing 747) atingiu estruturas leves de aproximação para a pista recíproca ao decolar da pista do Aeroporto de São Francisco. Resultaram grandes danos na barriga e no trem de pouso, o que causou a perda de fluido hidráulico de três de seus quatro sistemas de controle de voo. O fluido que permaneceu no quarto sistema deu ao capitão um controle muito limitado de alguns dos spoilers, ailerons e um elevador interno. Isso foi suficiente para dar a volta ao avião enquanto o combustível era despejado e, em seguida, fazer um pouso forçado. Não houve mortes, mas houve alguns feridos.[43]
- Em 1981, o voo Eastern Airlines 935 (operado por um Lockheed L-1011) sofreu uma falha semelhante em seu motor número dois montado na cauda. O estilhaço daquele motor causou danos a todos os quatro sistemas hidráulicos, que também estavam próximos na estrutura da cauda. O fluido foi perdido em três dos quatro sistemas. O quarto sistema hidráulico foi atingido por estilhaços, mas não foi perfurado. A pressão hidráulica restante naquele quarto sistema permitiu ao capitão pousar o avião com segurança com algum uso limitado dos spoilers externos, os ailerons internos e o estabilizador horizontal, além da potência diferencial do motor dos dois motores restantes. Não houve feridos.[44]
- Em 12 de agosto de 1985, o voo Japan Airlines 123, (operado por um Boeing 747-146SR), sofreu uma ruptura do anteparo de pressão da cauda, causada por danos não detectados durante um reparo defeituoso no anteparo traseiro após um tailstrike (raspagem da cauda durante o pouso) sete anos antes. Subsequentemente, o ar pressurizado saiu do anteparo e explodiu o estabilizador vertical do avião, cortando também todos os quatro sistemas hidráulicos. Os pilotos conseguiram manter o avião no ar por 32 minutos usando a potência dos motores, mas sem qualquer sistema hidráulico ou a força estabilizadora do leme de direção, profundor e ailerons, o avião acabou caindo em terreno montanhoso. Havia apenas 4 sobreviventes (todas mulheres) entre os 524 a bordo. Este acidente é o mais mortal da história da aviação com uma só aeronave.[45]
- Em 1994 um Tupolev Tu-154 que fez o voo Baikal Airlines 130 (prefixo RA 85656), caiu perto de Irkutsk logo após partir do aeroporto de Irkutsk, na Rússia. Danos ao motor de partida causaram incêndio no motor número dois (localizado na fuselagem traseira). As altas temperaturas durante o incêndio destruíram os tanques e tubos de todos os três sistemas hidráulicos. A tripulação perdeu o controle da aeronave. O avião incontrolável, a uma velocidade de 275 nós, atingiu o solo em uma fazenda de gado leiteiro e pegou fogo. Todos os 124 passageiros e tripulantes, bem como um leiteiro no solo, morreram.[46]
- Em 2003, um Airbus A300 prefixo OO-DLL operado pela DHL, foi atingido por um míssil terra-ar logo após a partida do Aeroporto Internacional de Bagdá, no Iraque. O míssil atingiu a asa esquerda, rompendo um tanque de combustível e causando a perda de todos os três sistemas hidráulicos. Com os controles de voo inoperantes, a tripulação usou o impulso diferencial dos motores para executar um pouso seguro em Bagdá.[47]

A desintegração de um disco da turbina, levando à perda de controle, foi uma causa direta de dois grandes desastres aéreos na Polônia:
- Em 14 de março de 1980, o voo LOT Polish Airlines 007, um Ilyushin Il-62, tentou uma volta quando a tripulação teve problemas com um indicador de marcha. Quando o empuxo foi aplicado, o disco da turbina de baixa pressão no motor número 2 se desintegrou devido à fadiga do material; partes dos motores de disco danificados número 1 e 3 e botões de controle cortados para estabilizadores horizontais e verticais. Após 26 segundos de descida descontrolada, a aeronave caiu, matando todas as 87 pessoas a bordo.[48]
- Em 9 de maio de 1987, rolamentos montados incorretamente no motor 2 de um Il-62M no voo LOT Polish Airlines 5055 superaqueceram e explodiram durante o cruzeiro sobre a vila de Lipinki, fazendo com que o eixo se partisse em dois; isso fez com que o disco da turbina de baixa pressão girasse a velocidades enormes e se desintegrasse, danificando o motor número 1 e cortando os botões de controle. A tripulação conseguiu retornar a Varsóvia, usando nada além de compensadores para controlar a aeronave danificada, mas na abordagem final, os links de controle de compensação queimaram e a tripulação perdeu completamente o controle sobre a aeronave. Logo depois, ele caiu nos arredores de Varsóvia; todos os 183 a bordo morreram. Se o avião tivesse ficado no ar por mais 40 segundos, teria sido capaz de alcançar a pista.[49]

Em contraste com o uso do trem de pouso:
- Em 15 de agosto de 2019, o voo Ural Airlines 178, operado por um Airbus A321, encontrou um bando de gaivotas resultando em um ataque de pássaros que causou incêndios em ambos os motores CFM56-5 logo após a decolagem do Aeroporto Internacional de Jukovsky, Moscou, Rússia. Os pilotos decidiram desligar os dois motores e fazer um pouso forçado em um milharal próximo a apenas 2,8 milhas náuticas (5,2 km) do Aeroporto Internacional de Jukovsky. O piloto optou por não baixar o trem de pouso para derrapar com mais eficácia sobre o milho. Após o pouso, embora totalmente carregado com combustível, nenhum incêndio subsequente na fuselagem ocorreu e todos a bordo do voo sobreviveram.[50][51][52][53] Finalmente, o número de feridos foi fixado em 74, nenhum dos quais ficou gravemente ferido.[54]